# 芝加哥太陽報
《芝加哥太陽報》（英語：Chicago Sun-Times）是在美國芝加哥地區出版的日報，雖然他的閱報量以及廣告收益都不及《芝加哥論壇報》，不過他在報攤上卻相當的搶手。基本上《芝加哥太陽報》為在城市中發行的小報，當初是為了在芝加哥捷運上的通勤族，以不容易被忽略的首頁以及容易攜帶的形式設計而成的。

## 圖集

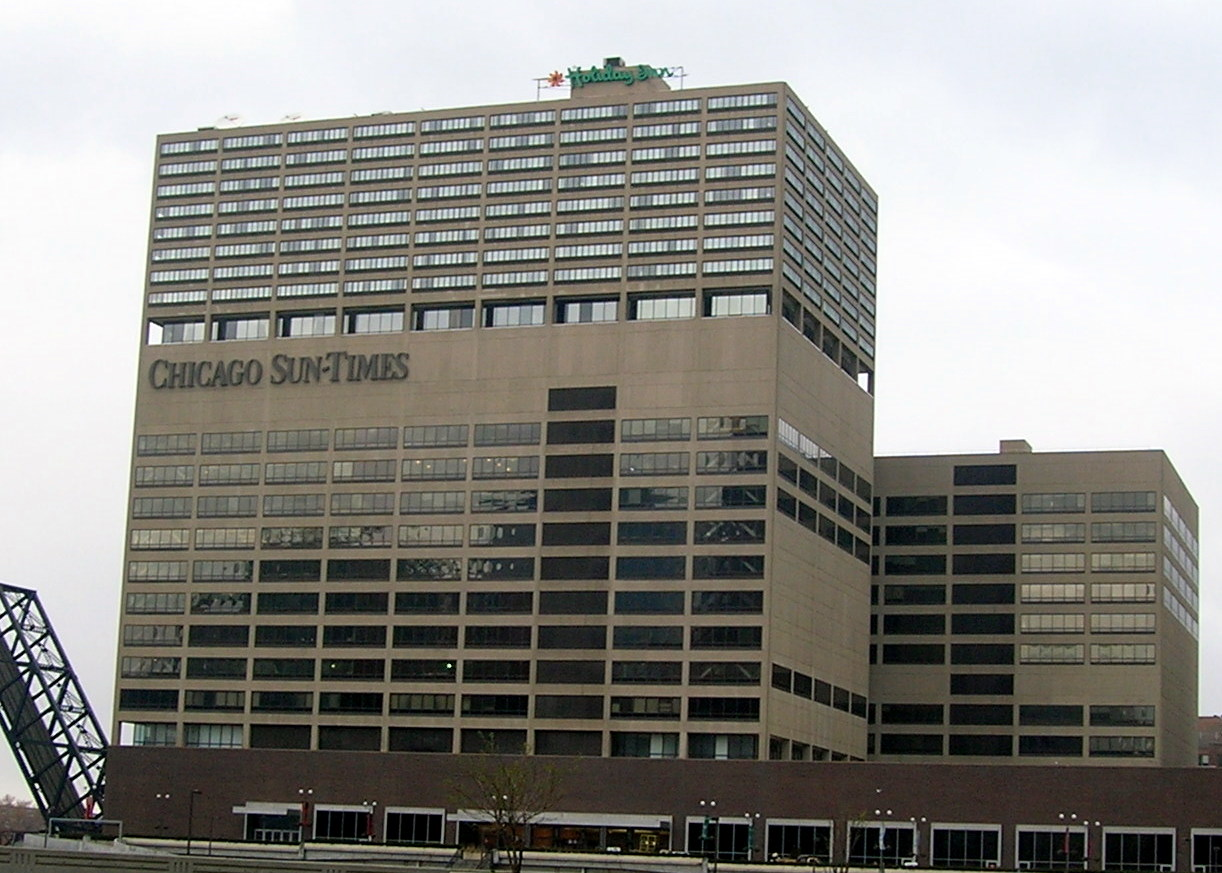
芝加哥太陽報現時總部
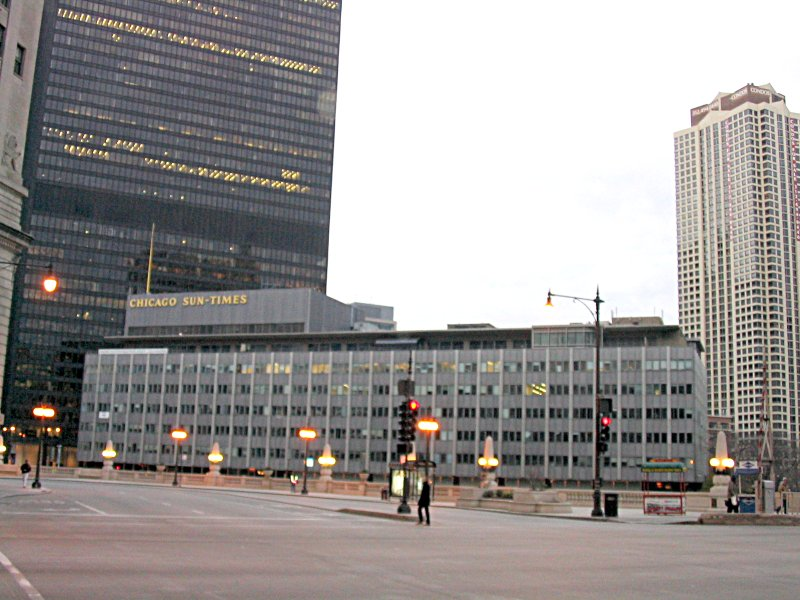
芝加哥太陽報舊總部，已於2004年拆卸
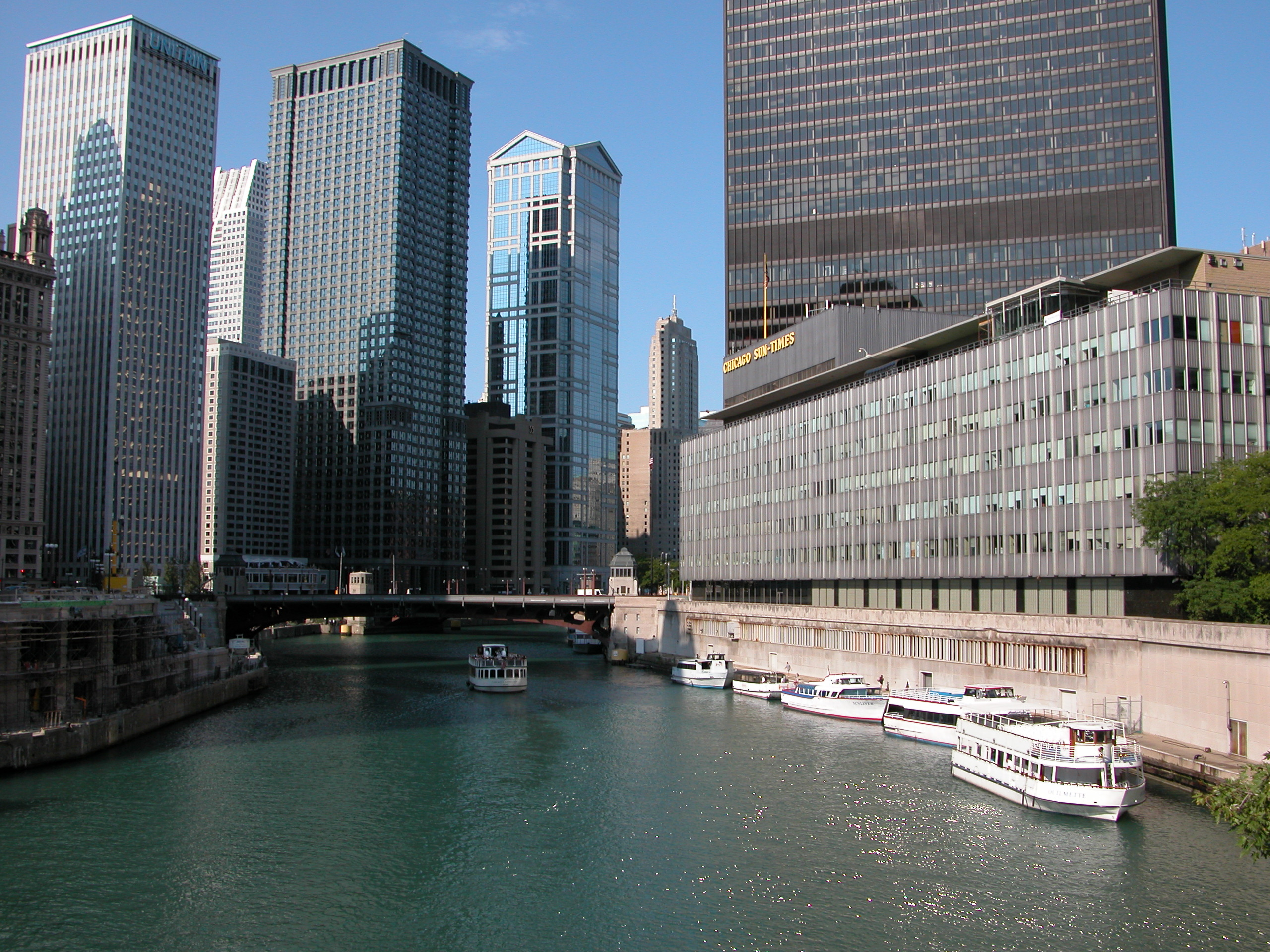
2003年的芝加哥太陽報舊總部（圖右）

## 外部連結
- 芝加哥太陽報官方網站 （页面存档备份，存于）（英文）